# Marcelo Vivas
José Marcelo Vivas (Santa Fe, 8 de febrero de 1966) es un exfutbolista y entrenador de fútbol argentino. Actualmente es director de cantera del club Deportivo Cali de Colombia. Es hermano del también entrenador Claudio Vivas.

## Carrera
Vivas nació en Santa Fe y jugó en las divisiones juveniles del Newell's Old Boys de Rosario. Debutó como jugador profesional en 1984 en el equipo Tiro Federal al que había sido cedido a préstamo. También jugó en Central Córdoba de Rosario antes de retirarse en 1987 debido a una lesión de tobillo y peroné. Luego de su retiro, Vivas volvió a Newell's como entrenador de juveniles. Luego realizó la misma función en Estudiantes de La Plata y Central Córdoba antes de ser nombrado entrenador del primer equipo en este último club en febrero del 2011.
El 10 de septiembre del 2011, Vivas renunció luego de que su familia recibiera amenazas, y trabajó por un pequeño periodo en Independiente de Bigand y las categorías inferiores de Tiro Federal antes de ser coordinador de menores de San Martín de San Juan en febrero del 2012. En este club fue también entrenador interino del primer equipo en tres oportunidades.
El 17 de junio del 2014, Vivas regresó a Central Córdoba, pero renunció el 1 de octubre. Viajó a Perú al año siguiente luego de que fuera nombrado entrenador de las divisiones menores del Real Garcilaso y fue luego asistente de Javier Torrente en el Club León de México.
El 26 de junio del 2018, Vivas regresó al Perú tras ser nombrado entrenador del Unión Comercio. Resolvió su contrato por mutuo acuerdo el 5 de mayo del siguiente año, y tomó las riendas del Sport Boys el 9 de julio de ese año 2019.
El 13 de septiembre del 2020, Vivas renunció al Sport Boys, y fue nombrado entrenador de Alianza Atlético el 25 de agosto siguiente. Siguió trabajando en el Perú los siguientes años asumiendo la dirección técnica de los clubes Ayacucho FC, Carlos Stein y Unión Comercio.

## Estadísticas
| Club                   | País      | Año       | PJ  | PG | PE | PP | Efectividad |
| ---------------------- | --------- | --------- | --- | -- | -- | -- | ----------- |
| San Martín de San Juan | Argentina | 2013-2014 | 7   | 4  | 2  | 1  | 66%         |
| Unión Comercio         | Perú      | 2018-2019 | 36  | 13 | 11 | 12 | 46%         |
| Sport Boys             | Perú      | 2019-2020 | 29  | 10 | 8  | 11 | 47,12%      |
| Alianza Atlético       | Perú      | 2021      | 8   | 2  | 1  | 5  | 29%         |
| Ayacucho F. C.         | Perú      | 2022      | 9   | 0  | 4  | 5  | 14 %        |
| Carlos Stein           | Perú      | 2023      | 3   | 0  | 0  | 3  | 0%          |
| Unión Comercio         | Perú      | 2023      | 12  | 4  | 4  | 4  | 44,44%      |
| Total                  | Total     | Total     | 107 | 33 | 30 | 40 | 40,18%      |